# Мышцы

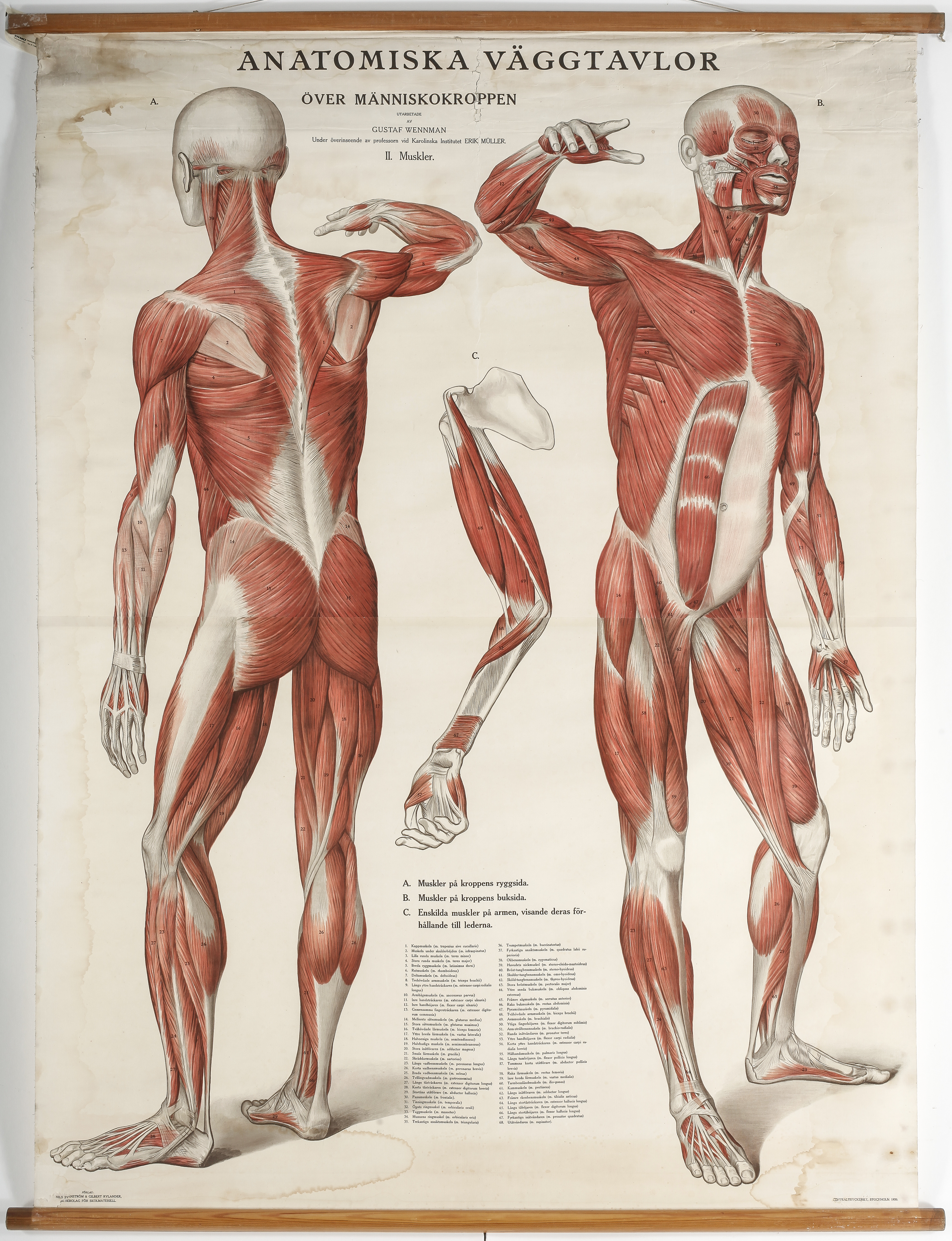
Рисунок мышц человека (Густаф Веннман, 1920)

Мы́шцы (мн. ч. общеслав., производное от уменьшит.-ласкат. ед. ч. «мы́шка»), также му́скулы (мн. ч., от ед. ч. лат. musculus, от mūs — «мышь») — органы, состоящие из мышечной ткани; способны сокращаться под влиянием нервных импульсов. Часть опорно-двигательного аппарата. Выполняют различные движения, обеспечивая перемещение тела, поддержание позы, сокращение голосовых связок, дыхание и прочее. Мышечная ткань упруга и эластична, она состоит из миоцитов (мышечных клеток). Для мышц характерно утомление, которое проявляется при интенсивной работе или нагрузке.
Мышцы позволяют менять положение частей тела в пространстве. Человек выполняет любые движения, от простейших, таких как моргание или улыбка, до сложных и энергозатратных, как, например, труд ювелиров или спортсменов, благодаря способности мышечных тканей сокращаться. От исправной работы мышц, состоящих из трёх основных групп, зависит не только подвижность организма, но и функционирование всех физиологических процессов. Работой всех мышечных тканей управляет нервная система, которая обеспечивает их связь с головным и спинным мозгом и регулирует преобразование химической энергии в механическую.
В теле человека — 640 скелетных мышц (в зависимости от метода подсчёта дифференцированных групп мышц, их общее число определяют от 639 до 850). Самые маленькие прикреплены к мельчайшим косточкам, расположенным в ухе. Самые крупные, — большие ягодичные мышцы, приводят в движение ноги. Самые сильные мышцы — икроножные и жевательные. Самая длинная мышца человека, — портняжная, начинается от передней верхней ости крыла подвздошной кости (передне-верхние отделы тазовой кости), спиралевидно перекидывается спереди через бедро и прикрепляется сухожилием к бугристости большеберцовой кости (верхние отделы голени).
По форме мышцы очень разнообразны. Чаще всего встречаются веретенообразные мышцы, характерные для конечностей, и широкие мышцы, которые образуют стенки туловища. Если у мышц общее сухожилие, а головок две или больше, то их называют двух-, трёх- или четырёхглавыми.
Мышцы и скелет определяют форму человеческого тела. Сбалансированное питание и занятие физическими упражнениями способствуют развитию мышечной и уменьшению объёма жировой тканей. Мышечная масса у ведущих тяжелоатлетов превышает 60% массы тела.

## Типы мышц

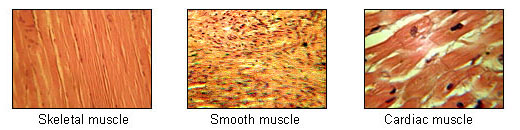
Типы мышечной ткани (по строению): скелетная, гладкая, сердечная

В зависимости от особенностей строения мышцы человека делят на 3 типа (или группы):
- скелетные (поперечно-полосатые),
- гладкие,
- сердечные.

Первая группа мышц — скелетные (или поперечнополосатые) мышцы. Скелетных мышц у каждого из нас более 600. Мышцы этого типа способны произвольно, по желанию человека, сокращаться и вместе со скелетом образуют опорно-двигательную систему. Общая масса этих мышц составляет около 40% веса тела, а у людей, активно развивающих свои мышцы, может быть ещё больше. С помощью специальных упражнений размер мышечных клеток можно увеличивать до тех пор, пока они не вырастут в массе и объёме и не станут рельефными. Сокращаясь мышца укорачивается, утолщается и движется относительно соседних мышц. Укорочение мышцы сопровождается сближением её концов и костей, к которым она прикрепляется. В каждом движении участвуют мышцы как совершающие его, так и противодействующие ему (агонисты и антагонисты соответственно), что придаёт движению точность и плавность.
Второй тип мышц, который входит в состав клеток внутренних органов, кровеносных сосудов и кожи, — гладкая мышечная ткань, состоящая из характерных мышечных клеток (миоцитов). Короткие веретеновидные клетки гладких мышц образуют пластины. Сокращаются они медленно и ритмично, подчиняясь сигналам вегетативной нервной системы. Медленные и длительные их сокращения происходят непроизвольно (независимо от желания человека).
Гладкие мышцы (или мышцы непроизвольных движений) находятся, главным образом, в стенках полых внутренних органов (например, пищевода, желудка или мочевого пузыря). Они играют важную роль в процессах, не зависящих от нашего сознания (например, в перемещении пищи по пищеварительному тракту или способствуют сужению и расширению зрачка).
Отдельную (третью) группу мышц составляет сердечная поперечнополосатая (исчерченная) мышечная ткань (миокард). Она состоит из кардиомиоцитов. Сокращения сердечной мышцы не подконтрольны сознанию человека, она иннервируется вегетативной нервной системой.

## Строение

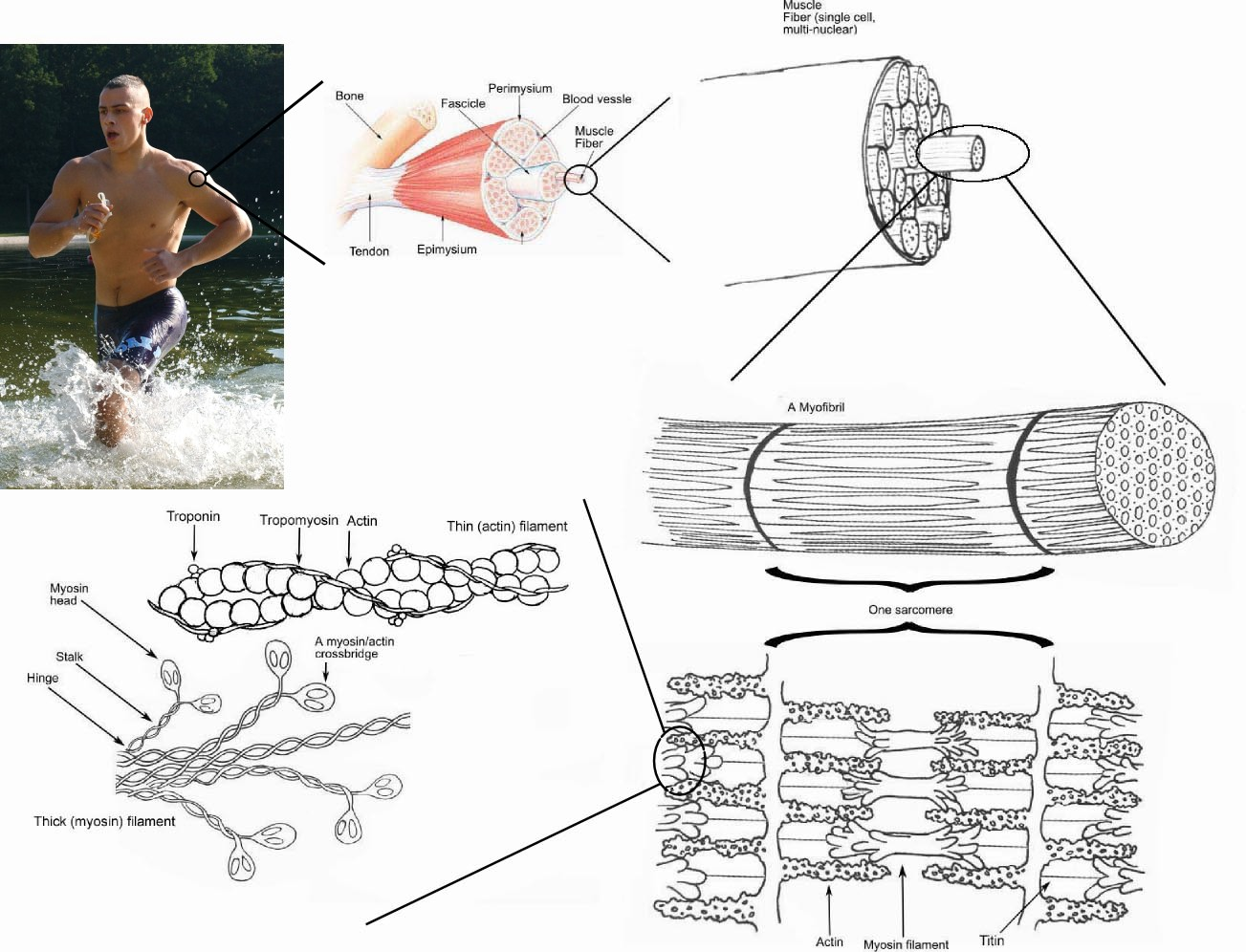
Строение скелетной мышцы

Структурный элемент мышц — мышечное волокно, каждое из которых в отдельности является не только клеточной, но и физиологической единицей, способной сокращаться. Мышечное волокно представляет собой многоядерную клетку, диаметр его составляет от 10 до 100 мкм. Данная клетка заключена в оболочку, сарколемму, которая заполнена саркоплазмой. В саркоплазме располагаются миофибриллы. Миофибрилла — нитевидное образование, состоящее из саркомеров. Толщина миофибрилл в общем случае менее 1 мкм. В зависимости от количества миофибрилл различают белые и красные мышечные волокна. В белых волокнах миофибрилл больше, саркоплазмы меньше, благодаря чему они могут сокращаться более быстро. В красных волокнах содержится большое количество миоглобина, из-за чего они и получили такое название. Помимо миофибрилл в саркоплазме мышечных волокон также присутствуют митохондрии, рибосомы, комплекс Гольджи, включения липидов и прочие органеллы. Саркоплазматическая сеть обеспечивает передачу импульсов возбуждения внутри волокна. В состав саркомеров входят толстые миозиновые нити и тонкие актиновые нити.
Актин — сократительный белок, состоящий из 375 аминокислотных остатков с молекулярной массой 42300, который составляет около 15 % мышечного белка. Под световым микроскопом более тонкие молекулы актина выглядят светлой полоской (так называемые «Ι-диски»). В растворах с малым содержанием ионов актин содержится в виде единичных молекул с шарообразной структурой, однако в физиологических условиях, в присутствии АТФ и ионов магния, актин становится полимером и образует длинные волокна (актин фибриллярный), которые состоят из спирально закрученных двух цепочек молекул актина. Соединяясь с другими белками, волокна актина приобретают способность сокращаться, используя энергию, содержащуюся в АТФ.
Миозин — основной мышечный белок; содержание его в мышцах достигает 65 %. Молекулы состоят из двух полипептидных цепочек, в каждой из которых содержится более 2000 аминокислот. Белковая молекула очень велика (это самые длинные полипептидные цепочки, существующие в природе), а её молекулярная масса доходит до 470000. Каждая из полипептидных цепочек оканчивается так называемой головкой, в состав которой входят две небольшие цепочки, состоящие из 150—190 аминокислот. Эти белки проявляют АТФазную активность, необходимую для сокращения актомиозина. Под микроскопом молекулы миозина в мышцах выглядят тёмной полоской (так называемые «А-диски»).
Актомиозин — белковый комплекс, состоящий из актина и миозина, характеризующийся энзиматической активностью АТФазы. Это значит, что благодаря энергии, освобождённой в процессе гидролиза АТФ, актомиозин может сокращаться. В физиологических условиях актомиозин создаёт волокна, находящиеся в определённом порядке. Фибриллярные части молекул миозина, собранные в пучок, образуют так называемую толстую нить, из которой перпендикулярно выглядывают миозиновые головки. Молекулы актина соединяются в длинные цепочки; две таких цепочки, спирально закрученные друг вокруг друга, составляют тонкую нить. Тонкая и толстая нити расположены параллельно таким образом, что каждая тонкая нить окружена тремя толстыми, а каждая толстая нить — шестью тонкими; миозиновые головки цепляются за тонкие нити.
В целом, мышечная ткань состоит из воды, белков и небольшого количества прочих веществ: гликогена, липидов, экстрактивных азотсодержащих веществ, солей органических и неорганических кислот и др. Количество воды составляет 72—80 % от общей массы.
| Компонент                | Процент от сырой массы |
| ------------------------ | ---------------------- |
| Вода                     | 72—80                  |
| Плотные вещества,        | 20—28                  |
| в том числе              |                        |
| белки                    | 16,5—20,9              |
| гликоген                 | 0,3—3,0                |
| фосфоглицериды           | 0,4—1,0                |
| холестерин               | 0,06—0,2               |
| креатин + креатин-фосфат | 0,2—0,55               |
| креатинин                | 0,003—0,005            |
| АТФ                      | 0,25—0,40              |
| карнозин                 | 0,2—0,3                |
| карнитин                 | 0,02—0,05              |
| ансерин (англ. Anserine) | 0,09—0,15              |
| свободные аминокислоты   | 0,1—0,7                |
| молочная кислота         | 0,01—0,02              |
| зола                     | 1,0—1,5                |

Мышечные белки принято подразделять в зависимости от их растворимости в воде или соляных средах. Выделяют три главные группы белков: саркоплазматические (35 % от общего количества белка), миофибриллярные (45 %) и белки стромы (20 %). В состав белков саркоплазмы входят несколько белковых веществ, обладающих свойствами глобулинов, ряд белков, миоглобин, белки-ферменты, парвальбумины. Парвальбумин секвестирует уровни ионов Ca2+, что ускоряет мышечное расслабление. Белки-ферменты находятся в митохондриях и регулируют процессы тканевого дыхания, азотистый и липидный обмен и пр. Саркоплазматические белки растворяются в соляных средах с низкой ионной силой.
Миозин, актин и актомиозин относятся к группе миофибриллярных белков, отвечающих за сокращения мышц. Сюда же относятся регуляторные белки: тропомиозин, тропонин, α- и β-актинин (англ. Actinin). Комплекс тропомиозина и тропонина отвечает за чувствительность мышц к ионам Ca2+. Миофибриллярные белки растворяются в соляных средах с высокой ионной силой. Содержание миофибриллярных белков зависит от типа мышц, при этом белки также отличаются своими физико-химическими свойствами. Наибольшее их количество наблюдается в скелетных мышцах, в миокарде их намного меньше, и менее всего — в гладких мышцах. Например, в мышечной ткани желудка белков этой группы в 2 раза меньше, чем в поперечнополосатых мышцах.
К белкам стромы относится коллаген и эластин. В отличие от миофибриллярных белков, содержание белков стромы максимально в гладких мышцах и сердечной мышце.
При развитии организма происходит существенное изменение химического состава мышц. Общее содержание белков в мышечной ткани эмбрионов меньше, чем у взрослых особей, а воды, соответственно, больше. Также отличается состав непосредственно белковой массы, когда по мере развития происходит уменьшение количества белков стромы и повышается содержание миозина и актомиозина. Также происходит уменьшение присутствия нуклеопротеинов, РНК и ДНК, а доля высокоэнергетических соединений (АТФ и креатин-фосфата) увеличивается. Появление определённых элементов в мышечной ткани связано с конкретными стадиями развития. В период формирования рефлекторной дуги и выработки двигательного рефлекса в мышцах появляются имидазолсодержащие дипептиды (ансерин и карнозин), формируется Ca2+-чувствительность актомиозина.

## Классификация
Мышечная ткань живых организмов представлена многочисленными мышцами различной формы, строения, процесса развития, выполняющими разнообразные функции. Различают:

### По функциям
- сгибатели (flexores)
- разгибатели (extensores)
- отводящие (abductores)
- приводящие (adductores)
- вращатели (rotatores) внутри (pronatores) и снаружи (supinatores)
- сфинктеры (sphincteres) и дилататоры
- синергисты — группа мышц, выполняющих схожую функцию
- антагонисты — группа мышц, выполняющих противоположную синергистам функцию
- поднимающие (levatores)
- опускающие (depressores)
- выпрямляющие (erectores)

### По направлению волокон
- прямая мышца — с прямыми параллельными волокнами;
- поперечная мышца — с поперечными волокнами;
- круговая мышца — с круговыми волокнами;
- косая мышца — с косыми волокнами:
  - одноперистая — косые волокна прикрепляются к сухожилию с одной стороны;
  - двуперистая — косые волокна прикрепляются к сухожилию с двух сторон;
  - многоперистая — косые волокна прикрепляются к сухожилию с нескольких сторон;
  - полусухожильная;
  - полуперепончатая.

### По отношению к суставам
Учитывается число суставов, через которые перекидывается мышца:
- односуставные
- двусуставные
- многосуставные

### По форме
- простые
  - веретенообразные
  - прямые
    - длинные (на конечностях)
    - короткие
    - широкие
- сложные
  - многоглавые
    - двуглавые
    - трёхглавые
    - четырёхглавые
    - многосухожильные
    - двубрюшные

  - с определённой геометрической формой
    - квадратные
    - дельтовидные
    - камбаловидные
    - пирамидальные
    - круглые
    - зубчатые
    - треугольные
    - ромбовидные
    - трапециевидные

## Сокращения мышц
В процессе сокращения нити актина проникают глубоко в промежутки между нитями миозина, причём длина обеих структур не меняется, а лишь сокращается общая длина актомиозинового комплекса, такой способ сокращения мышц называется «скользящим». Скольжение актиновых нитей вдоль миозиновых нуждается в энергии. Энергия, необходимая для сокращения мышц, освобождается в результате взаимодействия актомиозина с АТФ с расщеплением последнего на АДФ и H3PO4. Кроме АТФ важную роль в сокращении мышц играет вода, а также ионы кальция и магния.
Скелетная мышца состоит из большого количества мышечных волокон, чем их больше, тем сильнее мышца.
Различают 5 типов мышечных сокращений:
1. Концентрическое сокращение — вызывающее укорачивание мышцы и перемещение места прикрепления её к кости, при этом движение конечности, обеспечиваемое сокращением данной мышцы направлено против преодолеваемого сопротивления (например, силы тяжести).
2. Эксцентрическое сокращение — возникает при удлинении мышцы во время регулирования скорости движения вызванного другой силой или в ситуации, когда максимального усилия мышцы не хватает для преодоления противодействующей силы. В результате движение происходит в направлении воздействия внешней силы.
3. Изометрическое сокращение — усилие, противодействующее внешней силе, при котором длина мышцы не изменяется и движения в суставе не происходит.
4. Изокинетическое сокращение — сокращение мышцы с одинаковой скоростью.
5. Баллистическое движение — быстрое движение, включающее:
а) концентрическое движение мышц-агонистов в начале движения;
б) инерционное движение, во время минимальной активности;
в) эксцентрическое сокращение для замедления движения.

В организме такие сокращения имеют большее значение для выполнения любых движений.
Из гладких мышц (гладкой мышечной ткани) состоят внутренние органы, в частности, стенки пищевода, кровеносные сосуды, дыхательные пути и половые органы. Гладкие мышцы отличаются так называемым «автоматизмом», то есть способностью приходить в состояние возбуждения при отсутствии внешних раздражителей. И если сокращение скелетных мышц продолжается около 0,1 с, то более медленное сокращение гладких мышц продолжается от 3 до 180 с. В пищеводе, половых органах и мочевом канале возбуждение передаётся от одной мышечной клетки к следующей. Что касается сокращения гладких мышц, находящихся в стенках кровеносных сосудов и в радужной оболочке глаза, то оно не переносится с клетки на клетку; к гладким мышцам подходят симпатические и парасимпатические нервы автономной нервной системы.
Сердечная мышца (миокард) при нормальной работе затрачивает на сокращение около 0,2—0,4 с, а при увеличении нагрузки скорость сокращений увеличивается. Уникальная особенность сердечной мышцы — её способность ритмично сокращаться даже при извлечении сердца из организма.
В процессе сокращения мышцы при скольжении актиновых нитей вдоль миозиновых происходит временное прикрепление миозина к актину с помощью поперечных мостиков, являющихся так называемыми «головками» миозиновых молекул. Выделяют 5 стадий биохимического цикла мышечного сокращения:
1. Стехиометрический процесс гидролиза АТФ миозиновой «головкой» до аденозиндифосфата (АДФ) и ортофосфорной кислоты (H3PO4); данный процесс не обеспечивает освобождение продуктов гидролиза.
2. Связывание свободно вращающейся миозиновой «головки», содержащей АДФ и H3PO4, с F-актином.
3. Высвобождение АДФ и H3PO4 из актин-миозинового комплекса.
4. Связывание комплекса миозин-F-актин с новой молекулой АТФ.
5. Стадия расслабления — отделение миозиновой (АТФ) «головки» от F-актина.

## Эволюция мышц
Точного представления процесса возникновения мышц с течением эволюции пока не имеется. Мышцами обладал уже стрекающий полип Haootia quadriformis, живший приблизительно 560 млн лет тому назад.
Из современных организмов наиболее примитивными обладателями мышечных клеток являются плоские и круглые черви. Сократительные волокна присутствуют и у одноклеточных организмов, простейших, встречаются у губок, кишечнополостных. Сокращение отростков эпителиальных клеток, колебания жгутиков и ресничек позволяют им перемещаться, однако специализированных мышечных клеток они не имеют. Мускулатура многих червей представляет собой так называемый кожно-мышечный мешок, который образован мышечными волокнами, обособленными от эпителия, связанными с кожей. Данные мышцы подобны гладким мышцам позвоночных и обычно состоят из наружных кольцевых, которые позволяют червям уменьшать свой диаметр, и внутренних продольных, позволяющих уменьшать длину, волокон. Также у червей могут присутствовать микроскопические мышцы у основания щетинок, позволяющих вонзать их в почву, мышцы вокруг кишечника, в стенках кровеносной системы. У моллюсков кожно-мышечный мешок развивается в сложную систему раздельных гладких мышц. У членистоногих уже наблюдается достаточно развитая мышечная система. Она прикрепляется к наружному скелету и, в отличие от моллюсков, уже является поперечнополосатой, обеспечивая значительную быстроту и силу сокращений. У некоторых видов поперечнополосатой является мускулатура и внутренностей.
Наибольшего развития мышцы достигают у хордовых и в высшей степени у позвоночных. Масса мышц может достигать половины массы всего тела, с помощью них осуществляются главнейшие функции — движение, поддержка равновесия, перенос веществ внутри организма. Мускулатура хордовых делится на две группы: висцеральную и париетальную. Разделение проводится в зависимости от эмбрионального происхождения. Висцеральная мускулатура, действующая произвольно и лишённая поперечных полос, обслуживающая деятельность внутренних органов, развивается в основном из боковых пластинок (лишь мускулатура потовых желёз и радужки глаз развивается из эктодермального эпителия), а париетальная, состоящая из поперечнополосатых мышц и обеспечивающая взаимодействие организма с окружающей средой, происходит из мускульного листка миотома. Простейшие париетальные мышцы можно наблюдать у ланцетников, круглоротых и рыб.
Мышцы кожи развиваются вместе с кожей как таковой, образуясь из дерматота, — слоя ткани, образованного клетками сегментарной мускулатуры из среднего зародышевого листка. Мышцы кожи непроизвольны, в частности, они отвечают за возникновение гусиной кожи при пиломоторном рефлексе.

## Патология мышц
Патология мышц характеризуется нарушениями сократительной функции мышц, их способности к поддержанию тонуса. Причиной возникновения патологий могут быть различные травмы, повреждения (контузия мышц, растяжения, частичные и полные разрывы, разрывы мышечной фасции), нарушения нервной или гуморальной регуляции, изменения на клеточном и субклеточных уровнях. Патологии наблюдаются при гипертонии, инфаркте миокарда, миодистрофии, атонии матки, кишечника, мочевого пузыря, при параличах. Проявления могут быть в виде гематом, миозита, атрофии, грыж.
Контузия возникает вследствие удара или сдавливания, чревата значительной потерей мышечной функциональности, опасна развитием миозита. Растяжение представляет собой микроразрывы в мышечных волокнах общим количеством не более 5% и обычно не представляет серьёзной угрозы здоровью. Частичные разрывы более опасны, в месте разрыва часто образуется гематома, иногда требуется хирургическое вмешательство. При полном разрыве мышцы хирургическое вмешательство обязательно. Мышцы обладают хорошей способностью к восстановлению и заживлению, одной из основных задач терапии является недопущения образования рубца в месте разрыва.
Несмотря на различия в причинах заболеваний, можно выделить общие биохимические изменения при патологиях. К ним относится быстрое снижение количества миофибриллярных белков, повышение концентрации белков стромы наряду с возрастанием концентрации части саркоплазматических белков, включая миоальбумин. Также происходят изменения и в небелковом составе, понижается уровень АТФ и креатинфосфата, уменьшается количество имидазолсодержащих дипептидов.
Для патологий, связанных с распадом мышечной ткани, дистрофий, характерны изменения в фосфолипидном составе мышц, снижение уровня фосфатидилхолина и фосфатидилэтаноламина, повышение концентрации сфингомиелина и лизофосфатидилхолина.
Весьма часто патологии мышечной ткани сопровождаются креатинурией, когда нарушается метаболизм креатина, сопровождающийся снижением содержания в моче креатинфосфата и повышением креатина.

## Интересные факты
Тайваньские учёные создали искусственные мышцы, покрыв клетки лука золотом. Искусственные мышцы, действующие подобно естественным, являются перспективным направлением в робототехнике, так как в них нет трущихся частей, как в обычных механизмах, и поэтому они гораздо меньше изнашиваются.

## Мышцы человека

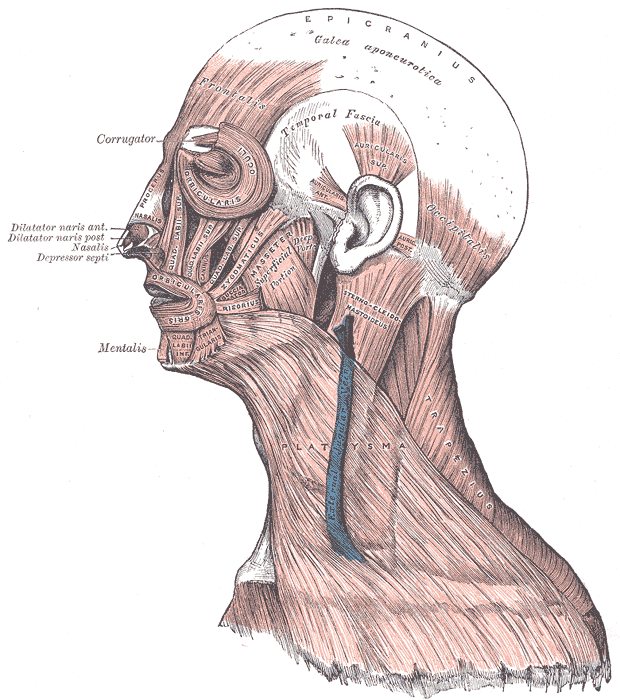
Мышцы шеи, вид сбоку
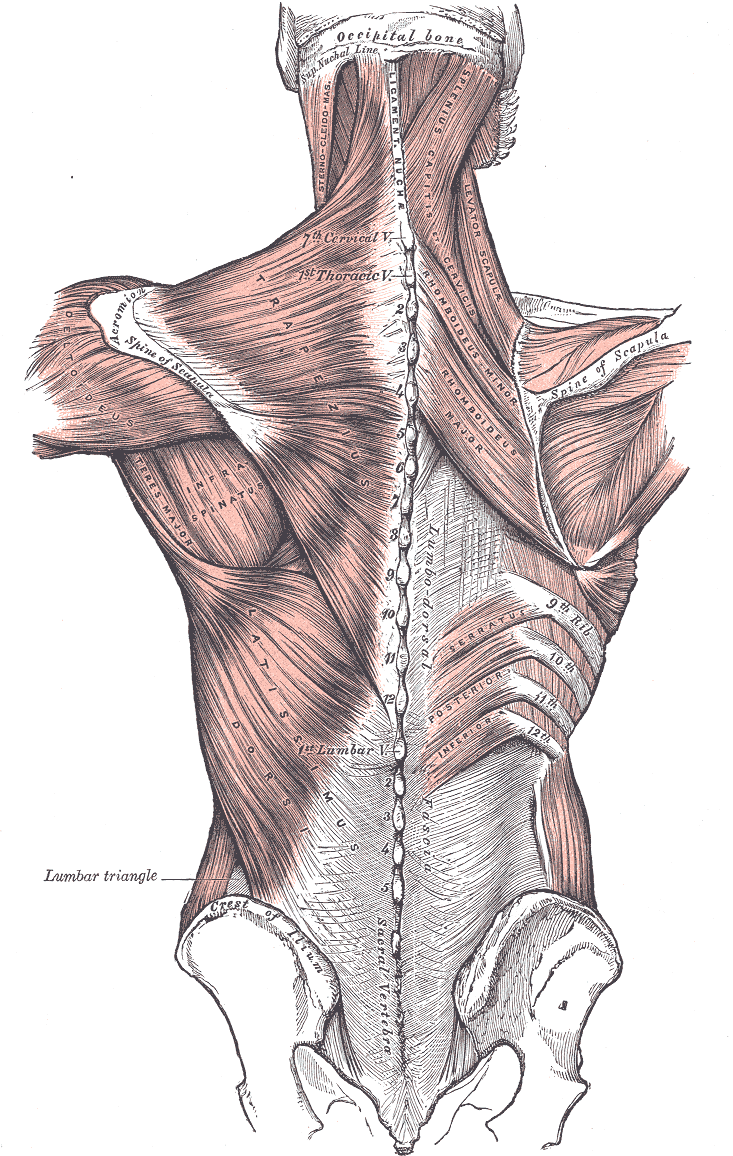
Мышцы туловища, вид сзади
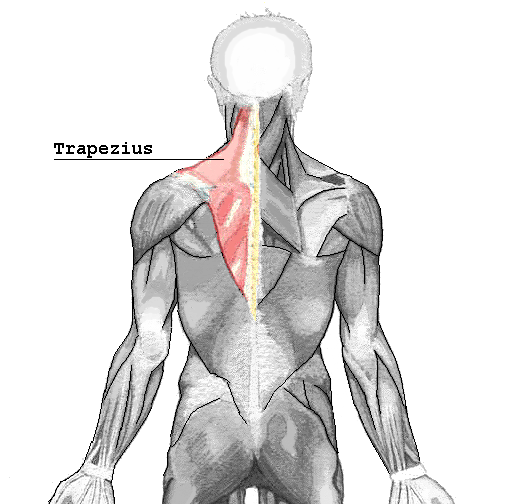
Трапециевидная мышца
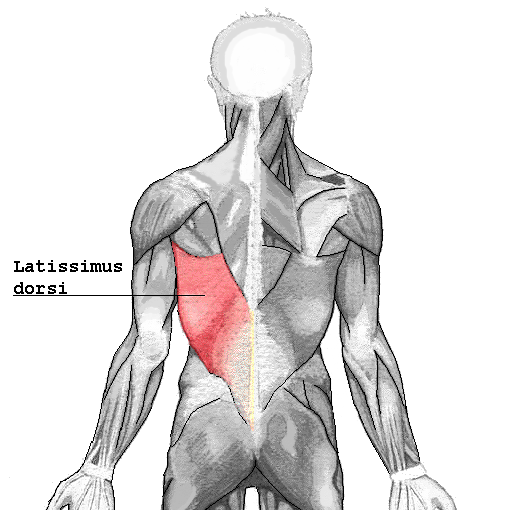
Широчайшая мышца спины
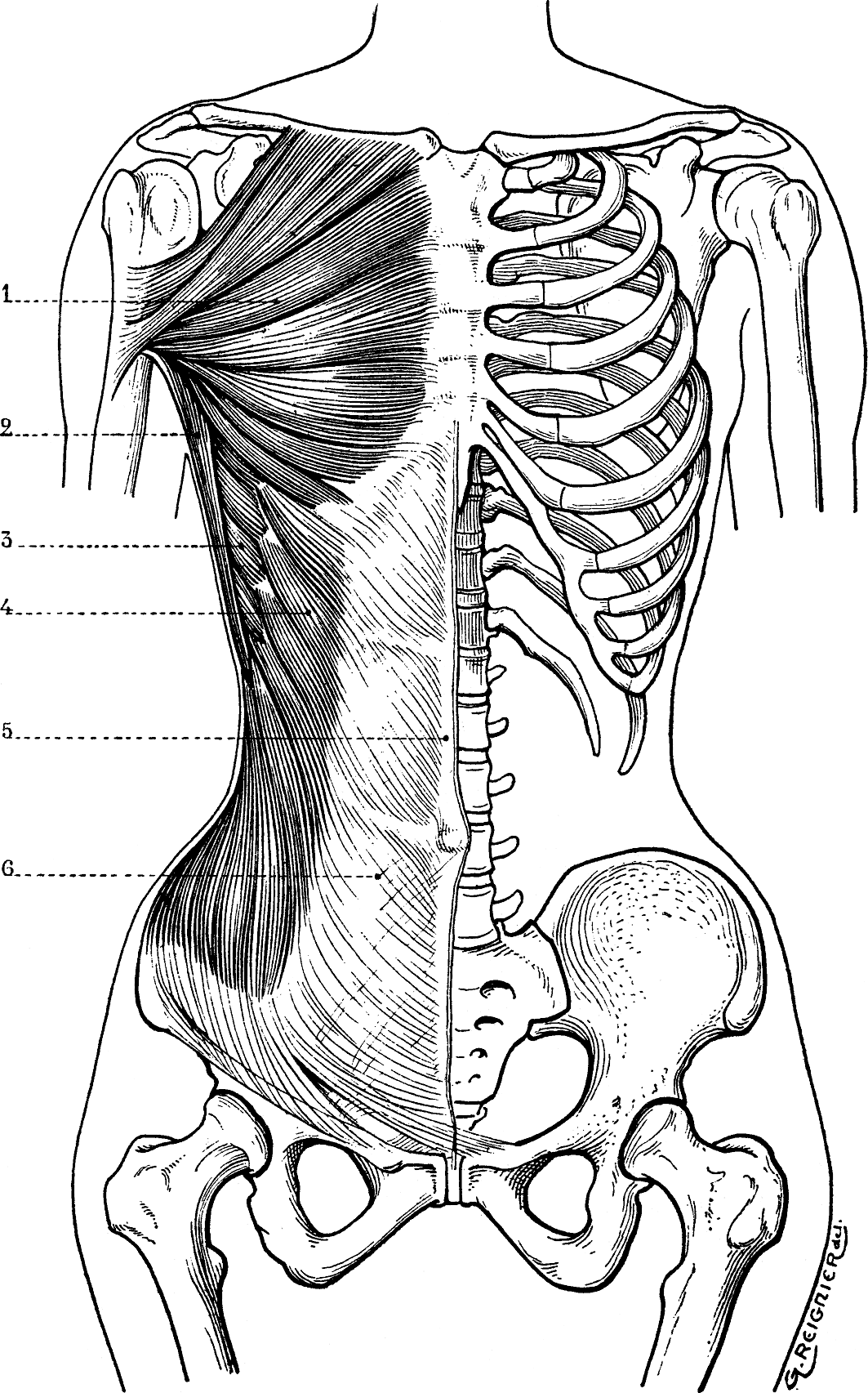
Мышцы туловища, вид спереди
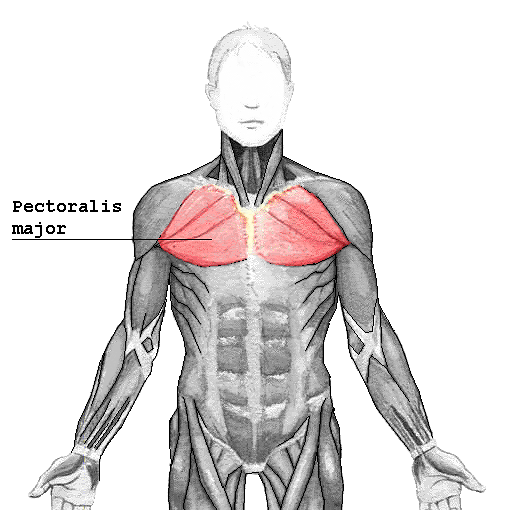
Большая грудная мышца
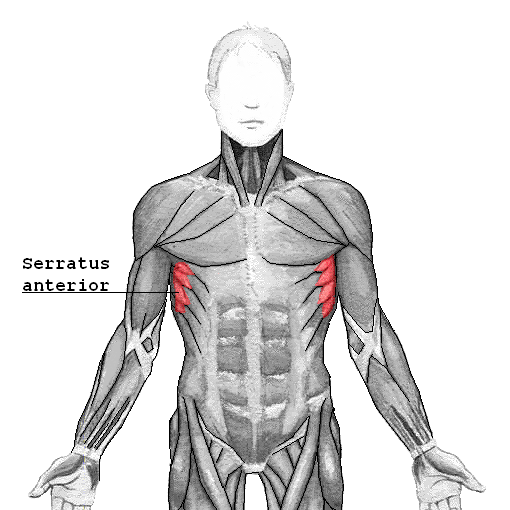
Передняя зубчатая мышца
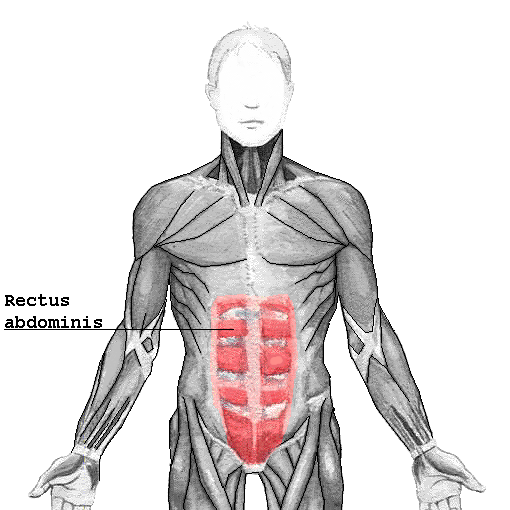
Прямая мышца живота
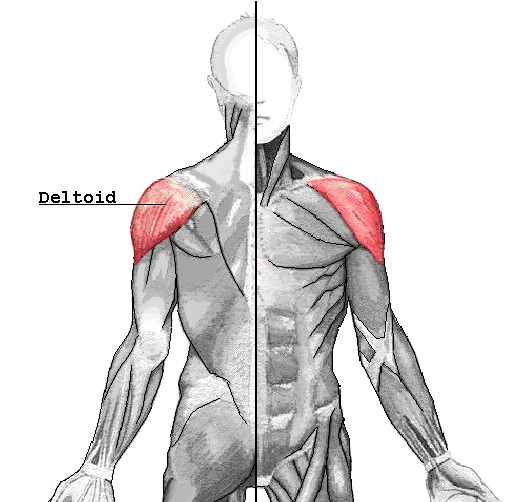
Дельтовидные мышцы
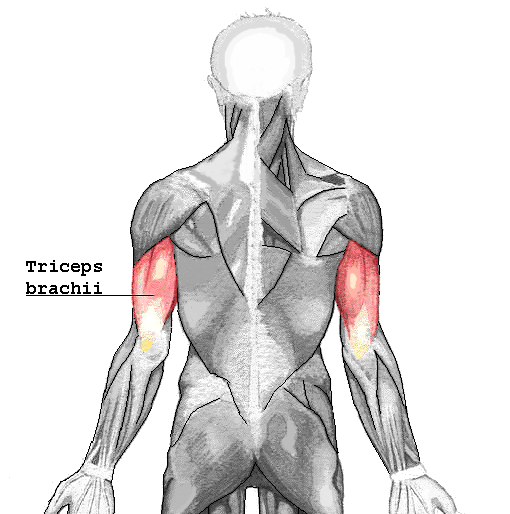
Трёхглавая мышца плеча
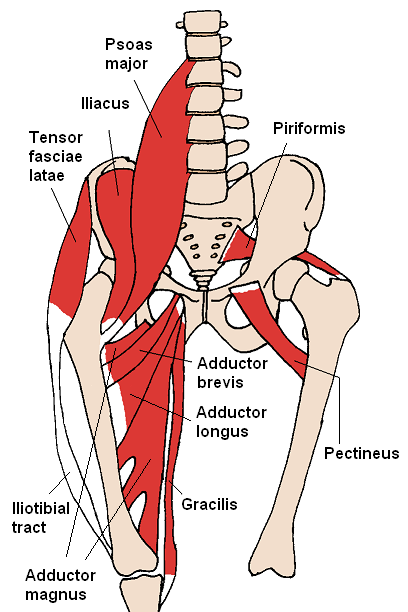
Пояс нижней конечности
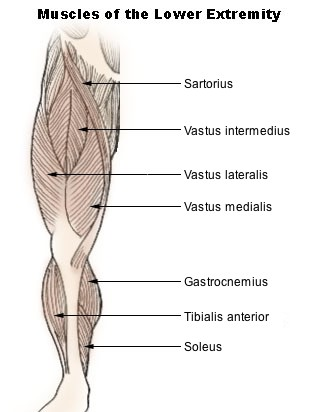
Мышцы ноги (спереди)
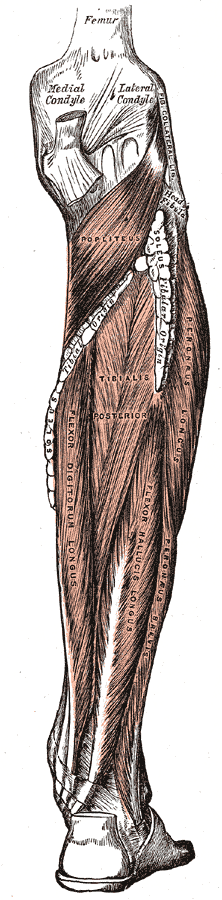
Мышцы голени, вид сзади
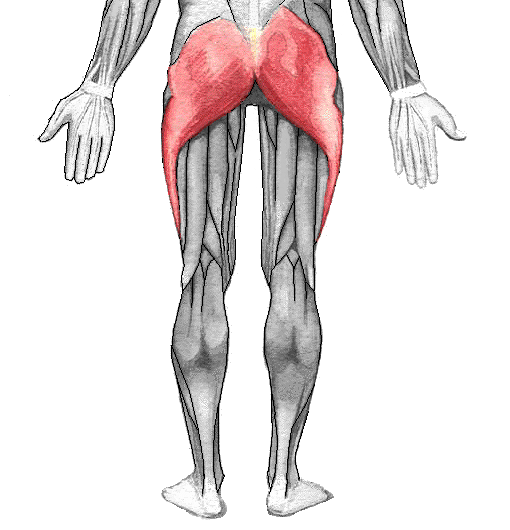
Большие ягодичные мышцы
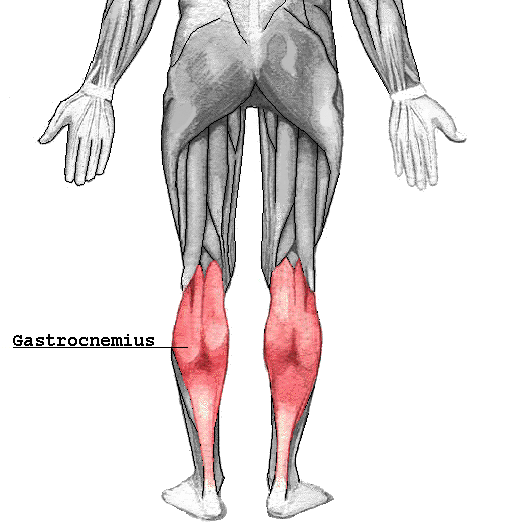
Икроножные мышцы